# Alfredo Olmedo
Alfredo Horacio Olmedo (Rosario de la Frontera, 5 de dezembro de 1965), conhecido como Alfredo Olmedo, é um político e empresário argentino, de tendência Conservadora Cristã, ele atuou como deputado federal pela Província de Salta entre 2009 e 2013, sendo eleito pelo partido Salta Somos Todos, no qual ele é a principal referência. Foi eleito novamente como deputado em 2015, cargo que ocupa atualmente.

## Biografia
Filho mais velho do casamento de Alfredo Olmedo, maior produtor de soja da Argentina, conhecido como o rei da soja, e Marta Fernández.
Casou-se com Andrea Madariaga, com quem tem dois filhos. Em seguida, ele se casou com Piorno Eliana Garcia, com quem teve uma filha. Olmedo fez grande parte de sua fortuna graças aos 230 mil hectares cedidos gratuitamente pelo ex-governador Juan Carlos Romero. Ele foi isentado do pagamento de impostos até 2021. O Ministério do Trabalho de Salta registrou que havia 200 famílias expulsas dessas terras. Eles também verificaram que não há esgotos, água potável ou atenção médica suficiente para os trabalhadores. Além disso, Olmedo é acusado de crimes de tráfico e escravidão logo depois que se descobriu que 400 pessoas na sua terra Província de La Rioja, vivem em "condições subumanas"
Em 2007, ele foi eleito senador provincial. Naquela época, ele propôs um "serviço militar comunitário", no qual propunha, em nível provincial, uma espécie de serviço militar com treinamento em ofícios para jovens que não estudavam nem trabalhavam.
Em 2011, ele foi eleito deputado federal, por Salta Somos Todos  alinhados nacionalmente com o PRO. Ele recorreu a slogans simples que procuravam capturar indecisos até chegou a sortear caminhões, tratores, eletrodomésticos e etc. a seus simpatizantes, como uma estratégia para alcançar o conhecimento rápido no eleitorado a nível provincial. foi caracterizado por ter uma postura conservadora e cristã, defendendo o recrutamento, a escolaridade obrigatória nas escolas católicas, se opondo ao casamento de pessoas do mesmo sexo e ao aborto. Ele capturou a atenção nacional por suas repetidas declarações homofóbicas.
Em 2011 ele foi nomeado para governador pelo PRO, Macri apoiou Olmedo com sua visita e também foi ele quem pediu ao rabino Sergio Bergman para se envolver na campanha salteña. Nessa campanha ele prometeu que sortearia uma Toyota Hilux para quem fosse para seus atos políticos. Ele também prometeu mais prêmios como motos.
Ele propôs a castração química como punição para os estupradores.
Em 2011, ele foi candidato a governador da Província de Salta, acompanhado pelo médico Bernardo Biella como vice-governador, embora tenha sido derrotado, chegando ao terceiro lugar. Sua mãe, a seu pedido foi candidata a prefeita de Rosario de la Frontera, mas foi derrotada também. Em 2016 o jornal Página/12 informou que Olmedo recebeu 360.000 hectares do governador Juan Carlos Romero na década de 1990 e avançou de maneira ameaçadora contra camponeses e indígenas. Em 9 de maio de 2017, ele foi o único deputado a votar contra o projeto de lei para proibir a aplicação "2x1" nos representantes da ditadura Argentina.
Em 2017 um vídeo seu deixando uma Pousada com uma amante viralizou, apesar de ser casado e se expressar a favor dos "valores pró-família".  "Quando minha esposa me conheceu sabia que era festeiro" 16 Anos antes, ele também havia sido encontrado em flagrante no bordel Crocodile, juntamente com jornalistas e vários funcionários de Buenos Aires.